# Станислав Жулкевски
Станѝслав Жулкѐвски (на полски: Stanisław Żółkiewski) е полски шляхтич и военен, представител на магнатския род Жулкевски, герб „Любич“, от 1618 г. е велик коронен хетман и велик коронен канцлер, полеви коронен хетман от 1588 г. до 1618 г., киевски войвода от 1608 г., лвовски кастелан от 1590 г., кралски секретар от 1573 г., староста на Калуш до 1587 г., староста на Камьонки през 1598 г., староста на Хрубешов през 1588 г., староста на Рохатин през 1601 г., староста на Мендзижеч през 1611 г., староста на Бар през 1613 г., кмет на Бар, победител в много военни кампании срещу Русия, Швеция, Османската империя и татарските войски, писател и хронист.
Хетманът загива на бойното поле, недалеч от град Отач. На това място е издигнат негов паметник.
Сенатор в Сейма през: 1603 г., 1605 г., 1607 г., 1609 г., 1611 г., 1613 г. (I), 1613 г. (II), 1615 г., 1616 г., 1618 г. и 1619 година.
Сеймът на Република Полша обявява 2020 година за година на хетман Станислав Жулкевски.

## Биография

### Начало на кариерата
Произхожда от средно заможно семейство, чието влияние нараства благодарение на старанията на баща му Станислав и на подкрепата на родственика на Жулкевски – Ян Замойски (по времето, когато се ражда бъдещият хетман, баща му е само заместник-управител (podstarosta), но през 1585 г. вече е руски воевода). Негова майка е Зофия Липска от Горай. Станислав учи в училището при катедралата в Лвов. През 1566 г. става служител на канцлер Ян Замойски.

Политическата си кариера започва под крилото на великия коронен канцлер Ян Замойски, който преди това покровителства и баща му. През 1573 г. заминава заедно с делегация пратеници в Париж, за да извести Анри Валоа, че е избран за крал на Полша. Скоро след това отпътува за двора на император Максимилиан II Хабсбургски. Става секретар на крал Стефан Батори.

По време на войната на Жечпосполита и Гданск се отличава в битката край Любешов на 17 април 1577 г. Участва и в похода на Стефан Батори срещу Руското царство (воюва край Заволочие заедно с брат си Миколай и баща си под командването на Ян Замойски). По време на изборите за крал през 1587 г. гласува за Зигмунт Васа.

По време на гражданската война, също като покровителя си – Ян Замойски, застава на страната на Зигмунт III Васа. През 1588 г. се отличава в битката край Бичин, където е тежко ранен. През 1589 г., по време на умиротворителния сейм, подписва ратификацията на Битомско-бенджинския договор. Той е един от основните съветници на Ян Замойски. През 1595 г. рамо до рамо със Замойски взема участие в похода до Молдова, чиято цел е на тамошния трон да бъде възкачен Йеремия Мовила. Участва в първата битка край Цецора. През 1596 г. потушава въстанието на Семьон Наливайко, където при неизяснени обстоятелства се стига до избиване на казашки пленници. През 1597 г. на мястото на село Винники основава град Жолква, който става седалище на рода му.

През 1600 г. подпомага победата на Замойски над Михал Валечни в битката край Буков. През 1602 г. прехвърля войските си в Естония, за да вземе участие в полско-шведската война. През юни същата година побеждава шведите в битката край Ревел.

През 1607 г. в коалиция с Ян Карол Ходкевич (с когото се намира в конфронтация) и с Ян Потоцки побеждават силите на Зебжидовските бунтовници в битката край Гузов. Като награда за това през 1608 г. е назначен за киевски воевода.

### Димитриади
През 1609 г. застава начело на полския корпус, изпратен в помощ на т.нар. димитриада, в която войските на полските магнати се въвличат в руската гражданска война. Тази интервенция официално слага началото на полско-руската война от 1609 – 1618 г. Започва продължителната окупация на Смоленск.
На 4 юли 1610 г. в прочутата битка край Клушин постига най-голямата си победа, побеждавайки с 2700 хусари (подпомогнати от 200 пехотинци) руската армия, наброяваща 30 000 войници, подкрепяна от шведски корпус, наброяващ 5000 войници, като по този начин завзема Москва и тя остава под негово командване в продължение на две години. Взема в плен Василий Шуйски и двамата му братя. Привърженик е на идеята на московския трон да бъде възкачен синът на крал Зигмунт III Васа, Владислав, и да бъде създадена уния между Полша и Москва. На 28 август 1610 г. подписва с руските боляри споразумение, по силата на което принц Владислав е обявен за цар на Русия.

На заседанията на сейма на 29 октомври 1611 г. тържествено въвежда пленниците от рода Шуйски (детронирания цар Васил IV и двамата му братя), като ги принуждава да се закълнат пред Зигмунт III Васа.

От 1612 г. ръководи кариерата на бъдещия хетман Станислав Конецполски, комуто дава за жена дъщеря си Катажина.
През същата година заплахата от татарското нашествие го принуждава да сключи споразумение с молдовския владетел Стефан IX Томша.

### Последни години
През 1616 г. предлага в сейма проект за увеличаване компетентността на хетманската служба и за увеличаване на броя на постоянната войска на Жечпосполита до 10 000.
По отношение на външната политика е привърженик на предприемането на действия срещу Москва, като бъде запазен неутралитета на Османската империя и на подкупване на кримските татарите.
На 23 септември 1617 г. подписва споразумение с Османската империя, по силата на което Жечпосполита се отказва от влиянието си в Молдова и се задължава да възпира набезите на казаците към Турция.
На 6 февруари 1618 г. е назначен за велик коронен хетман, а на 6 март 1618 г. за велик коронен канцлер. Не успява обаче да овладее татарските набези срещу Русия и след поражението край Оринин през 1618 г. е обвинен в некадърност и страхливост. През 1619 г. подписва споразумение с казаците – Роставицко примирие, с което те се задължават да не нападат Османската империя. Фактът, че не предприема битка край Оринин, довежда до такава критика срещу него, че през 1619 г. Станислав Жулкевски се отказва от хетманския си скиптър, но краля не приема неговия отказ.

Предполага се, че именно с цел да промени това негативно мнение, през 1620 г. Жулкевски предприема един ненужен и зле подготвен поход срещу Молдова, чиято цел е да засили позицията на трона на Гаспар Грациани, който е благоразположен към Жечпосполита. Полските войски понасят тежко поражение в битката край Цецора, където хетманът загива през нощта на 6 срещу 7 октомври 1620 г. Главата му била забита на кол и отнесена на султана, който я поставил над входа на своя палат и я държал там повече от две години. В плен попада и синът на хетмана – Ян, откупен по-късно от майка му, заедно с обезглавеното тяло на неговия баща. Тленните останки на Станислав Жулкевски са погребани в катедралата „Св. Вавжинец“ в Жолква. Турските войски реагират с ответен поход, чиято кулминация е атаката край Хочим през 1621 г.

### Семейство
През 1589 г. се жени за Регина Хербуртовна, с която имат три деца:

Ян, ранен край Цецора през 1620 г., взет в плен и откупен по-късно от своята майка, умира през 1623 г. в Жолква, без да си възвърне здравето и без да остави поколение.

Катажина, омъжена за Станислав Конецполски, наследник на Станислава Жулкевски на хетманската позиция.

Зофия, омъжена за Ян Данилович, чийто внук е бъдещият крал Ян III Собески.

### След смъртта на хетман Жулкевски
След смъртта на хетмана покоите в двореца в Жолква остават непроменени, такива каквито са били, докато е живял там. В тях са запазени както личните му вещи, така бронята и оръжието му, както и хетманския жезъл, подарен му от папата. Там се съхраняват и окървавените дрехи, които е носил при смъртта си; над леглото му е окачено копие на иконата на Божията майка от Ченстохова. След като тленните останки на хетмана са откупени, вдовицата му нарежда през иконата непрестанно да гори светлина.

Тялото на хетмана е положено в криптата на катедралата Св. Дева Мария и св. Вавжинец в родната Жолква. На надгробната му плоча е изписан на латински цитат от „Енеида“ Exoriare aliquis nostris ex ossibus ultor.

По този начин в семейството години наред се поддържа култът към великия предтеча като образец на войник и гражданин. В тази атмосфера израства неговият правнук – Ян III Собески.

### В заключение
Оставя след себе си трудът Начало и прогрес на московската война, популяризира известният израз „красиво и сладко е да умреш за родината“, заето от „Оди“ на Хораций (III 2, 13).

## Творчество

### Най-важни трудове
Начало и прогрес на московската война, създадена през 1612 г., издадена от К. Слотвински под заглавие История на московската война чак до завладяването на Смоленск, Лвов 1833 г.; следващи издания: изд. П. А. Муханов, Москва 1835 (заедно с превод на руски); Париж 1868 г., Лвов 1882 г.; Краков 1920 г.; Варшава с неизвестна година на издаване; превод на руски: П. A. Муханов, със заглавие Рукопис Жолковского. Начало и успех московской войной..., Москва 1835 г. (заедно с полския текст); следващо издание: Петербург 1871 г.

Z swazoriej Seneki filozofa i innych niektórych autorów zebrał żołnierz jeden w obozie pod Tatarzyszczami, z mężnych przykładów pobudkę do cnoty, Краков 1618, печатница Ф. Цезари; препечатана със заглавие: Pobudki do cnót rycerskich przez polskiego żołnierza z dzieł Seneki filozofa i inszych pisarzy zebrane (Стимули за рицарски добродетели, събрани от полския войник от произведенията на философа Сенека и други писатели), Варшава 1792 г; Варшава 1794 г.

### Писма и материали
- Писма до Ян Замойски: датирани 14 април 1577 г. във Винники, издадени в Архив на Ян Замойски, т. 1: 1553 – 1579, Варшава 1904 г., бр. 115; датирани в Гроджиск 16 януари 1582 г., издадени в Архив на Ян Замойски, т. 2: 1580 – 1582, Варшава 1909 г., бр. 662; дат. Белз 2 ноември 1584 г., Яворов 24 декември 1584 г. издадени в Архив на Ян Замойски, т. 3: 1582 – 1584, Варшава 1913 г. бр. 1035, 1048, 1055.
- Писма от периода 1582 – 1604, сред тях писма до: Константин Острогски, П. Тилицки, Я. Замойски, неиздадени (за тях информира Я. Белински в: „O nie wydanych listach hetmana Żółkiewskiego. Notatka bibliograficzna“, Upominek. Księga zbiorowa na cześć Elizy Orzeszkowej, Краков 1893 г.)
- Писма от периода 1584 – 1620 г., сред тях писма до: Я. Замойски, Я. Шченсни Хербурт, Зигмунт III, издадени: T. X-że L. (T. Lubomirski), Краков 1868 г.
- Писма от периода 1587 – 1620 г., сред тях писма до: Я. Замойски, Зигмунт III, М. Зебжидовски, В. Гембицки;
- 6 писма до Зигмунт III и В. Гембицки от периода 1595 – 1619 г., издад. A. Грабовски и A. Пшезджецки Źródła do dziejów polskich (Извори на полската история), т. 1, Вилнюс 1843 г.
- За писма, речи и копия на произведенията му виж също: ръкописи на Чарториската библиотека (пол. rękopisy Biblioteki Czartoryskich) бр. 348, 1577 и други.

### Любопитни факти
На мястото на геройската смърт на хетман Жулкевски (някогашното полско село Лашки, днес село Березовка в Молдова) синът му Ян издига през 1621 г. паметник с възпоменателна плоча, на която е изписан известният цитат „Quam dulce et decorum est pro patria mori“ („Каква сладост и чест е да умреш за Родината“). Паметникът оцелява чак до 1868 г. Благодарение на усилията на поляците е възстановен през 1912 г., а през 2003 г. е подложен на основна реставрация, реализирана благодарение на инициативата на сдружение „Wspólnota Polska“ („Полска общност“) и на средства, предоставени от сената на Република Полша. Същата година паметникът е осветен от полския примас Юзеф Глемп. Понастоящем там се чества патриотични събития на поляците, живущи в Молдова.

В Познан има две харцерски дружини, чийто патрон е Жулкевски: XIV харцерска дружина „Четиринайстка“ и XIV харцерска дружина „Синя четиринайстка“

## Жулкевски в литературата
Юзеф Игнаци Крашевски споменава хетмана в произведенията си „Изгнаник“ и „Байбуза“, а Кажимеж Глински пише за него в историческия роман от втората половина на XVII век – „Цецора“. Сред авторите, които почитат в произведенията си пренасянето на праха на Станислав Жулкевски в саркофаг в подземията на катедралата в Жолква (през 1908 г.) са Мария Конопницка и Стефан Жеромски („Гордостта на хетмана“ пол. „Duma o hetmanie“). Половин век по-късно паметта на С. Жулкевски почита и Вацлав Корабевич в своята Rapsod o głowie hetmana (Рапсодия за главата на хетмана)